# Syndicat intercommunal pour le gaz et l'électricité en Île-de-France
 (avril 2015).
Si vous disposez d'ouvrages ou d'articles de référence ou si vous connaissez des sites web de qualité traitant du thème abordé ici, merci de compléter l'article en donnant les références utiles à sa vérifiabilité et en les liant à la section « Notes et références ».
Créé en 1904, le Syndicat intercommunal pour le gaz et l’électricité en Île-de-France (SIGEIF) est un syndicat mixte qui fédère 192 communes, soit 5,9 millions d’habitants pour la compétence service public de la distribution du gaz. 66 communes, représentant 1,4 million d’habitants, lui ont également délégué le service public de la distribution de l’électricité. C'est ainsi le plus important syndicat d'énergie en France.
Il est présidé depuis 1983 par Jean-Jacques Guillet, réélu en 2020.

## Présentation[2]
Le Sigeif, crée en 1904, est un syndicat intercommunal, dont la fonction principale est de veiller à la bonne exécution des missions de service public confiées aux concessionnaires, GRDF, Enedis et EDF commerce, pour le compte de ses collectivités adhérentes.
À partir de 2004 et à la suite de l’ouverture progressive des marchés de l’énergie à la concurrence, le Sigeif met également en place le premier groupement de commandes pour l’achat de gaz, répartis aujourd’hui en près de 11 000 points de livraison.
En complément de ses activités historiques, le Sigeif s’engage aujourd’hui dans les différentes filières de l’énergie.
Le syndicat propose ainsi depuis 2019 un service de mise en place d'infrastructures de recharge pour véhicules électriques (IRVE), déployant aujourd’hui 1074 points de recharge sur le territoire des 104 collectivités qui lui ont délégué la compétence.
Le syndicat participe aussi à la production locale d’énergies renouvelables. Le Sigeif est à l’origine de la plus grande ferme solaire photovoltaïque d’Île-de-France à Marcoussis, a signé en 2022 en partenariat avec l’Ademe un contrat de développement des énergies renouvelables thermiques en Île-de-France, et travaille actuellement à la création d’une unité de biométhanisation dans le port de Gennevilliers.

## Histoire[7]
En 1904, sous l’impulsion de Théodore Tissier, maire de Bagneux et vice-président du Conseil d’État, les élus de la banlieue de Paris décident de se fédérer en Syndicat pour la gestion du gaz. Ils seront à l’origine de la création de la plus grande exploitation gazière de l’époque, construite par l’Ecfm concessionnaire du syndicat par un traité de 1906, et mise en service à Gennevilliers. Six mois plus tard, le gouvernement décidera de reconnaître aux communes le pouvoir concédant en matière de distribution d’électricité et de gaz.
Le traité de 1906 venant à expiration le 31 décembre 1935, les communes engagent des discussions au sujet de l’organisation du futur régime de l’exploitation gazière. Il est finalement décidé d’opter pour un régime proche de la régie intéressée qui se traduit par une association encore plus resserrée entre l’exploitant et la collectivité. Concrètement, le Syndicat devient codécideurs et cofinanceurs de l'exploitation et de sa distribution.
Après-guerre, et à la suite de la nationalisation du gaz et de l’électricité, le Syndicat tend à s’effacer mais continue de subir le partage des risques de l’exploitation intégrées dans le traité de 1936. Le déficit ne cesse d’augmenter, pesant sur les communes et les usagers. Toutefois, après des négociations tendues, le gouvernement décide en 1951, de ne plus faire imputer les déficits au collectivités locales, mais à l’État, qui endosse officiellement la responsabilité du déficit. Une convention de 1955 normalisera les rapports entre GDF et le Syndicat, qui reconnaît donc qu’il n’a plus vocation à intervenir dans la production et le transport de gaz.
Parallèlement à ces modifications législatives et contractuelles, la découverte du gisement du gaz naturel au Lacq en 1951 marque le début d’une révolution pour l’exploitation gazière en France et la gestion du Syndicat. En septembre 1959, le dernier tronçon du «feeder» de 650km transportant le gaz de Lacq est mis en place entre Épinay-sur-Seine et Gennevilliers. L’usine de Gennevilliers cessera définitivement son activité en 1972.
En 1983, un nouveau traité est signé et constitue la base de la nouvelle mandature du Syndicat, présidé par Jean-Jacques Guillet. Suivant la logique des lois de décentralisation, un cahier des charges entre concessionnaire et autorité concédante est mis en place nationalement avant d’être possiblement enrichi en fonction du contexte local. Grâce au versement annuel par le concessionnaire d’une redevance de contrôle indexée, le pouvoir du Syndicat est revigoré, d’autant plus qu’il étend, à partir de 1994, sa compétence à la distribution publique de l’électricité, devenant ainsi le «Sigeif». Pourtant, le processus de libéralisation entamée dans les années 90, avait fait naître quelques craintes sur le régime des concessions. Finalement le fondement de la loi de 1906 est préservé et la dénationalisation dynamisera même le rôle des autorités concédantes. Ainsi, le Sigeif crée en 2004, à la suite de la libéralisation du marché, le premier groupement de commandes pour l’achat de gaz.
En 2000, au lendemain de la grande tempête de 1999, le Sigeif crée un service de maîtrise d’ouvrage chargé des travaux d’enfouissement des réseaux aériens d’électricité coordonnés avec les travaux d’éclairage public et de communications électroniques.
En 2014, le Sigeif adopte de nouveaux statuts et devient un Syndicat à la «carte» afin de s’adapter au nouveau paysage énergétique mondial et tenter de relever les défis de la transition énergétique en adoptant de nouvelles compétences (IRVE, cogénération, production d’EnR, réseau de chaleur et de froid…). Suivant cette dynamique, le Sigeif inaugure en 2016 sa première station publique GNV/Bio-GNV et crée avec d’autres partenaires la société d’économie mixte locale Sigeif Mobilités pour déployer un réseau de stations d’avitaillement de véhicules GNV, aujourd’hui au nombre de 7.  En octobre 2019, la première borne du réseau IRVE Sigeif est inauguré à La Celle-Saint-Cloud. 5 ans plus tard, 1000 points de recharge réseau Sigeif sont disponibles en Île-de-France.

## Données économiques
Le Sigeif coordonne depuis 2004 un groupement de commandes pour l'achat de gaz et de services associés. Ainsi à chaque appel d'offres pour la fourniture en gaz des sites des membres de ce groupement, il négocie un marché de prestations d'efficacité énergétique.
Si en 2006 l'appel d'offres pour la fourniture de gaz n'a pas été attribué, c'est depuis 2008 que les différents lots de l'appel d'offres sont attribués avec de significatifs gains.
Le dernier appel d'offres (réalisé en 3 vagues d'attribution) concerne un total de 565 membres, plus de 10 000 points de livraison (PCE), 3 TWh (plus de 150 millions d'euros de gaz par an). Les fournisseurs attributaires sont : SAVE (2 lots), Direct Energie (1 lot), ENI (2 lots) pour un gain moyen supérieur à 20 % par rapport aux tarifs réglementés.
| Année                                    | 2006-2008                                                  | 2008-2010                                                                                       | 2010-2012 | 2012-2014 | 2014(1)-2016 | 2014(2)-2016                                                          | 2016-2019 |
| ---------------------------------------- | ---------------------------------------------------------- | ----------------------------------------------------------------------------------------------- | --- | --- | --- | --------------------------------------------------------------------- | --- |
| Nombre de membres                        | 143                                                        | 170                                                                                             | 232 | 267 | 445 | 155                                                                   | 565 |
| Nombre de sites (PCE)                    | 2100                                                       | 3000                                                                                            | 3850 | 4200 | 5100 | 1800                                                                  | 10700 |
| Volumes (GWh)                            | 650                                                        | 800                                                                                             | 1000 | 1500 | 2400 | 660                                                                   | 3000 |
| Nombre de lots                           | 2 lots (non attribués)                                     | 3 lots (2 attribués)                                                                            | 5 lots (4 attribués) | 6 lots (5 attribués) | 6 lots (tous attribués) | 3 lots (tous attribués)                                               | 6 lots (tous attribués) |
| Attributaires                            | Lot 1 (OPH) : non attribué Lot 2 (communes) : non attribué | Lot 1 (OPH) : Tegaz Lot 2 (communes) : non attribué Lot 3 (sites en offre de marché) : GDF Suez | Lot 1 (OPH) : EDF Lot 2 (petits sites) : non attribué Lot 3 (gros sites) : EDF Lot 4 (sites en offre de marché) : Powéo (Direct Energie) Lot 5 (CASH de Nanterre) : Tegaz | Lot 1 (OPH+hôpitaux) : GDF Suez Lot 2 (petits sites) : non attribué Lot 3 (gros sites) : Gas Natural Lot 4 (petits sites en offre de marché) : Altergaz (ENI) Lot 5 (gros sites en offre de marché) : Gas Natural Lot 6 (CASH de Nanterre) : Altergaz (ENI) puis Gas Natural | Lot 1 (OPH) : GDF Suez Lot 2 (petits sites) : Direct Energie Lot 3 (région, département, collèges, lycées) : Antargaz Lot 4 (communes) : Antargaz Lot 5 (établissement de santé) : GDF Suez Lot 6 (CASH de Nanterre) : Antargaz | Lot 1 (petits sites) : ENI Lot 2 (gros sites) : ENI Lot 3 (CFA) : ENI | Lot 1 (OPH) : SAVE Lot 2 (petits sites) : « Direct Energie »(Archive.org • Wikiwix • Archive.is • Google • Que faire ?) Lot 3 (région, département, collèges, lycées) : SAVE Lot 4 (communes) : ENI Lot 5 (établissement de santé) : ENI Lot 6 (CASH de Nanterre) : Gas Natural Fenosa |
| Gains par rapport aux tarifs réglementés |                                                            | de -8 % à -11,6 %                                                                               | -40 % | de -19,6 % à -24,7 % | de -19,7 % à -24,7 % | de -21,7 % à -23,9 %                                                  | |

| Année                           | 2006-2008 | 2008-2010 | 2010-2012                                       | 2012-2014  | 2014-2017                                     |
| ------------------------------- | --------- | --------- | ----------------------------------------------- | ---------- | --------------------------------------------- |
| Nombre de membres               | 143       | 170       | 232                                             | 267        | 580                                           |
| Nombre de prestations proposées | 1         | 3         | 5                                               | 20         | 22                                            |
| Volume de commande              | 390 000€  | 760 000€  | 740 000€                                        | 2 811 000€ | En cours                                      |
| Prestataires                    | Deltawatt | Deltawatt | Lot 1 (existant) : H3C Lot 2 (neuf) : Deltawatt | H3C        | Lot 1 (existant) : Inddigo Lot 2 (neuf) : H3C |